# H2Yacht
Eine H2Yacht ist sowohl der Name der umbauenden Firma, als auch die Bezeichnung für deren, mit Brennstoffzelle und Elektroantrieb ausgerüstete Tuckerboote. Die zwei bisher gebauten Boote dienen als Ausflugsschiffe auf der Elbe und ihren Nebenflüssen rund um Hamburg.

## Antrieb
Das Boot wird durch Elektromotoren angetrieben, die ihre Energie aus einer Polymerelektrolytbrennstoffzelle erhalten. Diese verwendet als „Brennstoff“ (Reduktionsmittel der „kalten Verbrennung“) Wasserstoff und als Oxidationsmittel den Sauerstoff aus der Luft. Der so hergestellte  elektrische Strom wird mit Hilfe eines Gleichspannungswandlers geregelt, in einer Antriebsbatterie zwischengespeichert und treibt die Elektromotoren an.
Der benötigte Wasserstoff wird in Hochdruck-Tanks mit bis zu 350 bar auf dem Boot mitgeführt. Da die Brennstoffzellen mit relativ geringem Druck arbeitet, ist in den Wasserstofftanks ein Druckminderer verbaut.
Das Boot führt zwei Pufferbatterien mit, um Lastschwankungen an der Brennstoffzelle zu vermeiden und im Falle von Treibstoffmangel noch eine gewisse Strecke zurücklegen zu können. Im Gleichspannungswandler ist eine Steuereinheit verbaut, welche die Schubkraftbefehle des Kapitäns verarbeitet und den Motor entsprechend steuert.

## Betankung
Die beiden Wasserstofftanks jedes Bootes können aus dem Boot ausgebaut werden und an Wasserstofftankstellen befüllt werden.
Die Tanks verfügen über einen Standard-Tankanschluss (TN-1), welcher auch zu den TK-15- und TK-16-Tankanschlüsen der PKW-Wasserstofftankstellen kompatibel ist, und können mit 200 bar oder 350 bar befüllt werden. Sie fassen ein Volumen von entweder 26 l (von einer Person handhabbar) oder von 39 l (von zwei Personen handhabbar).
Die Tanks können beim Betanken auch innerhalb des Bootes verbleiben, dies ist jedoch nur selten möglich, da es kaum Wasserstofftankstellen direkt in Gewässernähe gibt.

## Bootsvarianten
Die H2Yacht gibt es in 2 Ausführungen.
H2Yacht 540
- Rumpflänge: 5,40 m
- Rumpfbreite: 2,01 m
- Tiefgang: 0,40 m (0 Personen) / 0,47 m (5 Personen)
- Entwurfskategorie: D (Binnengewässer)
- Empfohlene Zuladung: 6 Personen (600 kg)
- Antriebssystem:

PEM Brennstoffzelle 24 V / 1,2  kW
Kühlung: Luft
Treibstoff: Wasserstoff
Treibstoff-Vorrat: 8 m³
2 Pufferbatterien: 24 V / 90  Ah
Elektrische Motorleistung: 2 × 672 W = 1,34 kW
Propeller: zwei 2-flügelige Festpropeller
H2Yacht 675
- Rumpflänge: 6,75 m
- Rumpfbreite: 2,44 m
- Tiefgang: 0,54 m
- Entwurfskategorie: C (küstennahe Gewässer)
- Empfohlene Zuladung: 8 Personen (800 kg)
- Antriebssystem:

PEM-Brennstoffzellen 2 × 24 V / 2 × 1,2 kW = 2,4 kW
Kühlung: Wasser
Treibstoff: Wasserstoff
Treibstoff-Vorrat: 15 m³
2 Pufferbatterien: 24 V / 225 Ah
Elektrische Motorleistung: 2,4 kW
Propeller: 3-flügeliger Festpropeller